# Donald Meichenbaum
Donald Meichenbaum (pronúnciese "máijenbaum" o "máikenbom") es un psicólogo canadiense-estadounidense. Estudió psicología en el City College de Nueva York, y en la Universidad de Illinois. Habiendo hecho un internado en un hospital psiquiátrico, quedó fascinado por los pacientes, y cambió su vocación de la psicología industrial, por la psicología clínica. Su tesis doctoral se centró en la posibilidad de que los pacientes esquizofrénicos se hablaran a sí mismos en aras de regular su conducta. 
Trabajó en la Universidad de Waterloo, en Ontario, Canadá, por más de treinta años. Retirado ya, actualmente trabaja en el Instituto Melissa, cofundada por él.

## Aportes a la Psicología Clínica
Se le considera uno de los gestores de la "revolución cognitiva" que terminó con la hegemonía del conductismo skinneriano. Sus aportes más sobresalientes son la estrategia de la inoculación de estrés, el tratamiento de la ira y de la violencia.